# Вело-Воха
Вело-Воха (грч. Βέλο-Βόχα) општина је у Грчкој. По подацима из 2011. године број становника у општини је био 19.027.

## Становништво
| 2011.  |
| ------ |
| 19,027 |